# Е Пэйцзянь
Е Пэйцзянь (кит. упр. 叶培 建, пиньинь Ye Peijian, род. 1945) — китайский учёный в области информационных технологий и космонавтики, руководитель и главный конструктор лунной программы Китая. Народный учёный Китая (2019).

## Биография
Родился в уезде Тайсин провинции Цзянсу в январе 1945. В 1962 году окончил среднюю школу в Хучжоу, провинция Чжэцзян, в 1967 году окончил Чжэцзянский университет по специальности «радиотехника». С 1980 года учился в университете Невшателя, Швейцария, где получил докторскую степень в 1985 году.
Является профессором Пекинского университета аэронавтики и астронавтики и Харбинского политехнического университета, научным сотрудником и главным специалистом Китайской академии космической техники (CAST).
Член КПК с 1986 года. В 2003 году избран академиком Академии наук КНР.
Владеет английским и французским языками.